# Сібайська збагачувальна фабрика
Сібайська збагачувальна фабрика – колишнє підприємство гірничорудної промисловості у Башкортостані.
З 1937-го вели видобуток багатих руд з Сібайського мідноколчеданного родовища, які до 1957-го переробляли на Баймацькому та Сібайському мідеплавильних заводах. В межах проекту повномасштабної розробки в 1959 та 1961 роках ввелив  дію дві черги Сібайської збагачувальної фабрики, що організаційно належала до Башкирського мідно-сірчаного комбінату. Фабрика використовувала технологію селективної флотації та викпускала мідний, цинковий та піритовий концентрати.
З другої половини 1980-х до переробки на фабриці почали залучати золотовмісну мідно-цинкову руду інших родовищ – Бакртау, Таштау, Балтатау, Бакр-Узяк, втім, їх запаси були незначними та зазвичай випрацьовувались протягом кількох років. Також потужності Сібайської фабрики використовували для прийому руди Майського родовища, розробку якого вело Башкирське шахтопрохідницьке управління, та продукції Александринського родовища, розробка якого стартувала в 1997-му в сусідній Челябінській області (втім, вже у 2001-му для потреб Александринського рудника запустили Найгайбацьку збагачувальну фабрику).
Станом на кінець 20 століття через Сібайську збагачувальну фабрику пройшло біля 70 млн тон руди.
В 2001-му почалась розробка мідно-цинкового Камаганського родовища, яке стало важливим джерелом сировини на наступні пару десятків років. Враховуючи розвиток підземного видобутку на Сібайському руднику це дозволило суттєво збільшити завантаженість і підняти випуск міді з 7 тисяч тон в 2005-му до 36 тисяч тон в 2008-му.
В 2018-му на бортах Сібайського кар’єру почалось самозаймання сірчаних порід, що призвело до сильного забруднення повітря діоксидом сірки та розпочатого в 2019-му планового затоплення. Певний час вдавалось підтримувати роботу збагачувальної фабрики за рахунок Камганського родовища, проте воно наближалось до випрацьовування і восени 2022-го Сібайська фабрика зупинилась.